# Лимонена дългошпореста бъбрица
Лимонена дългошпореста бъбрица (Hemimacronyx sharpei) е вид птица от семейство Стърчиопашкови (Motacillidae). Видът е застрашен от изчезване.